# Hérôon

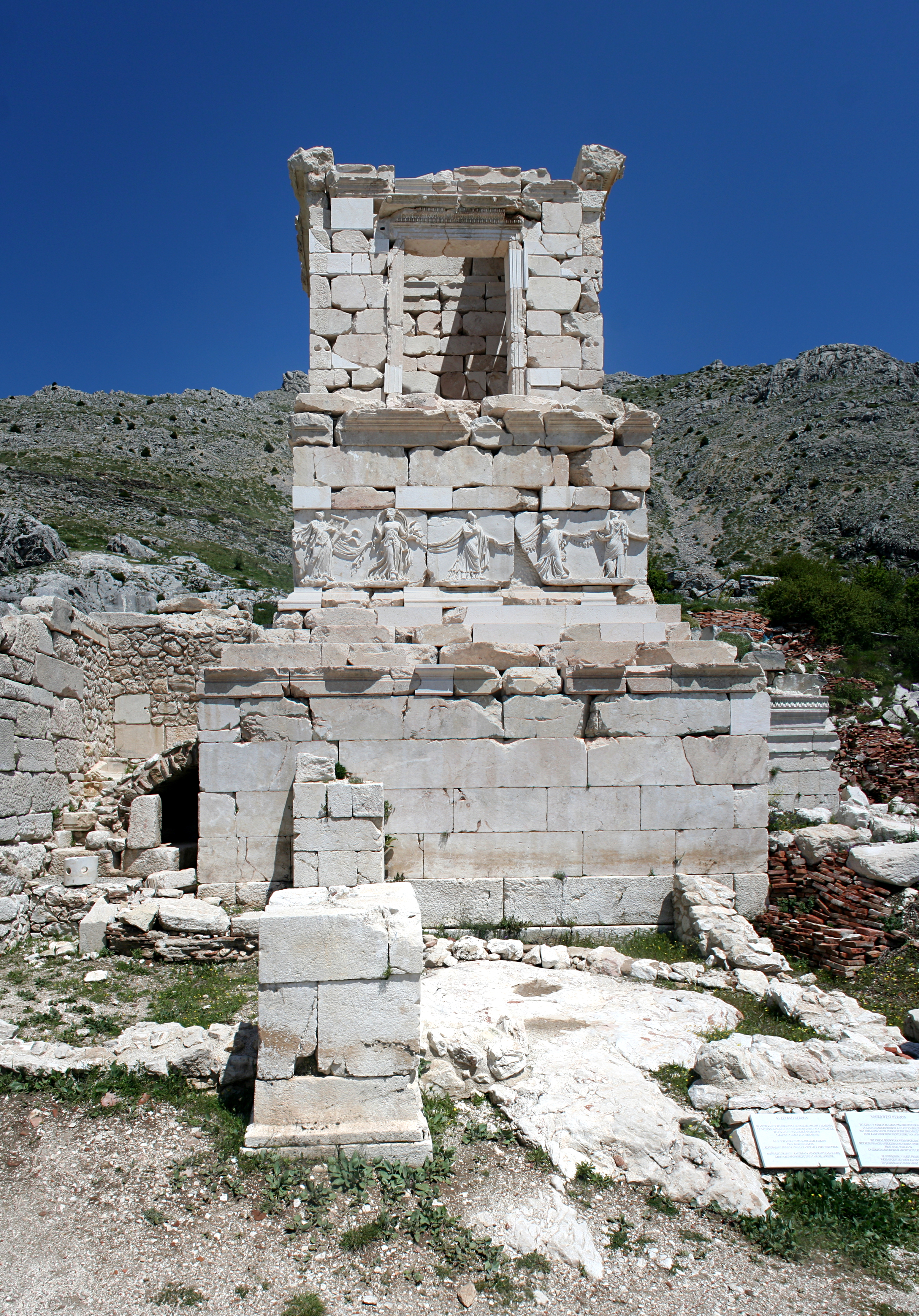
Le hérôon de Sagalassos.

En Grèce antique, un hérôon (au pluriel Heroa, en grec ancien ἡρῷον) est un édifice dédié à un héros, une héroïne, un dieu ou une déesse. Le hérôon forme un sanctuaire bâti sur la sépulture réelle ou supposée du héros.

## Histoire
En Grèce antique, dans la culture gréco-romaine ainsi qu’en Grèce romaine, le hérôon était construit au-dessus de la tombe ou du cénotaphe du fondateur de la cité. Il était consacré à la commémoration ou au culte rendu à ce fondateur dit aussi œciste. Dans les Caractères, Théophraste explique, dépeint la superstition par une personne qui construit un petit sanctuaire après avoir reconnu un signe divin de la part de Sabazios, dont le serpent est un des attributs.

## Liste de cités ayant disposé d'un hérôon
- Camiros
- Cyrène
- Érétrie
- Érythrées
- Sagalassos
- Poseïdonia
- Sparte
- Élis (sanctuaire d'Olympie)
- Pergame[2]
- Aï Khanoum

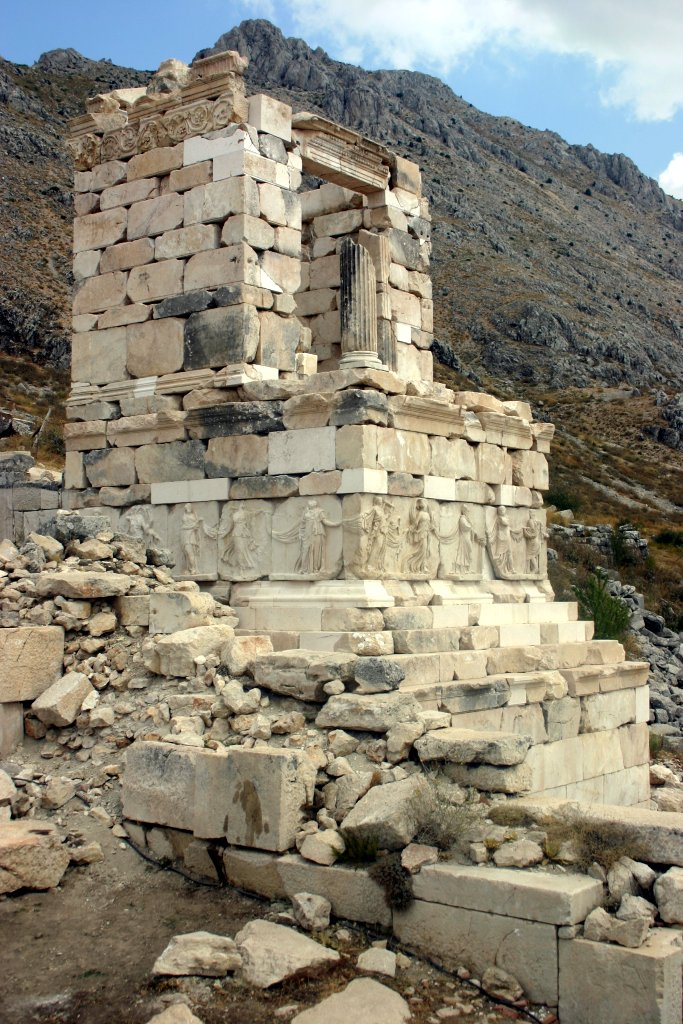
Sagalassos : hérôon du nord-ouest
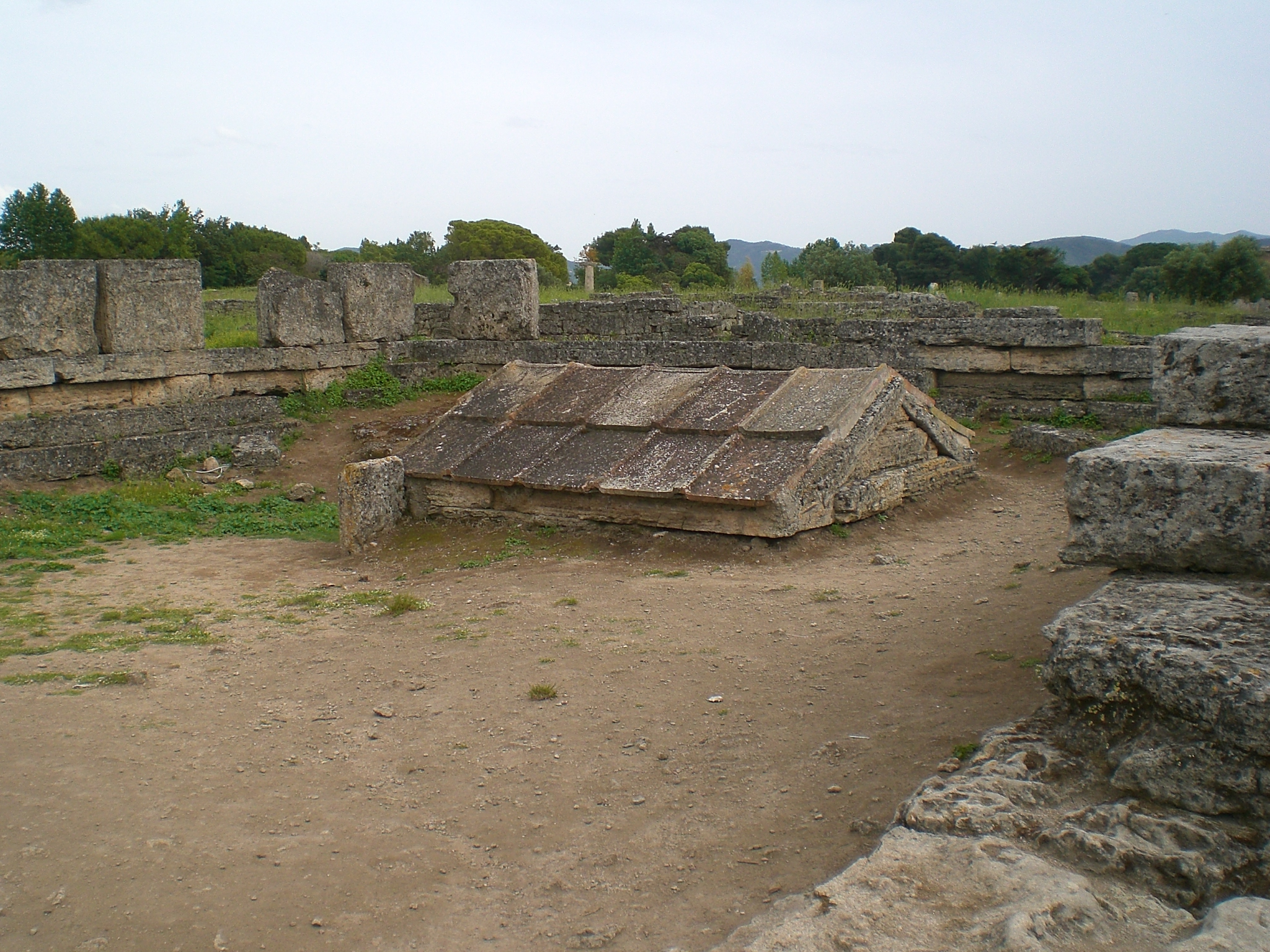
Hérôon de Poseidonia
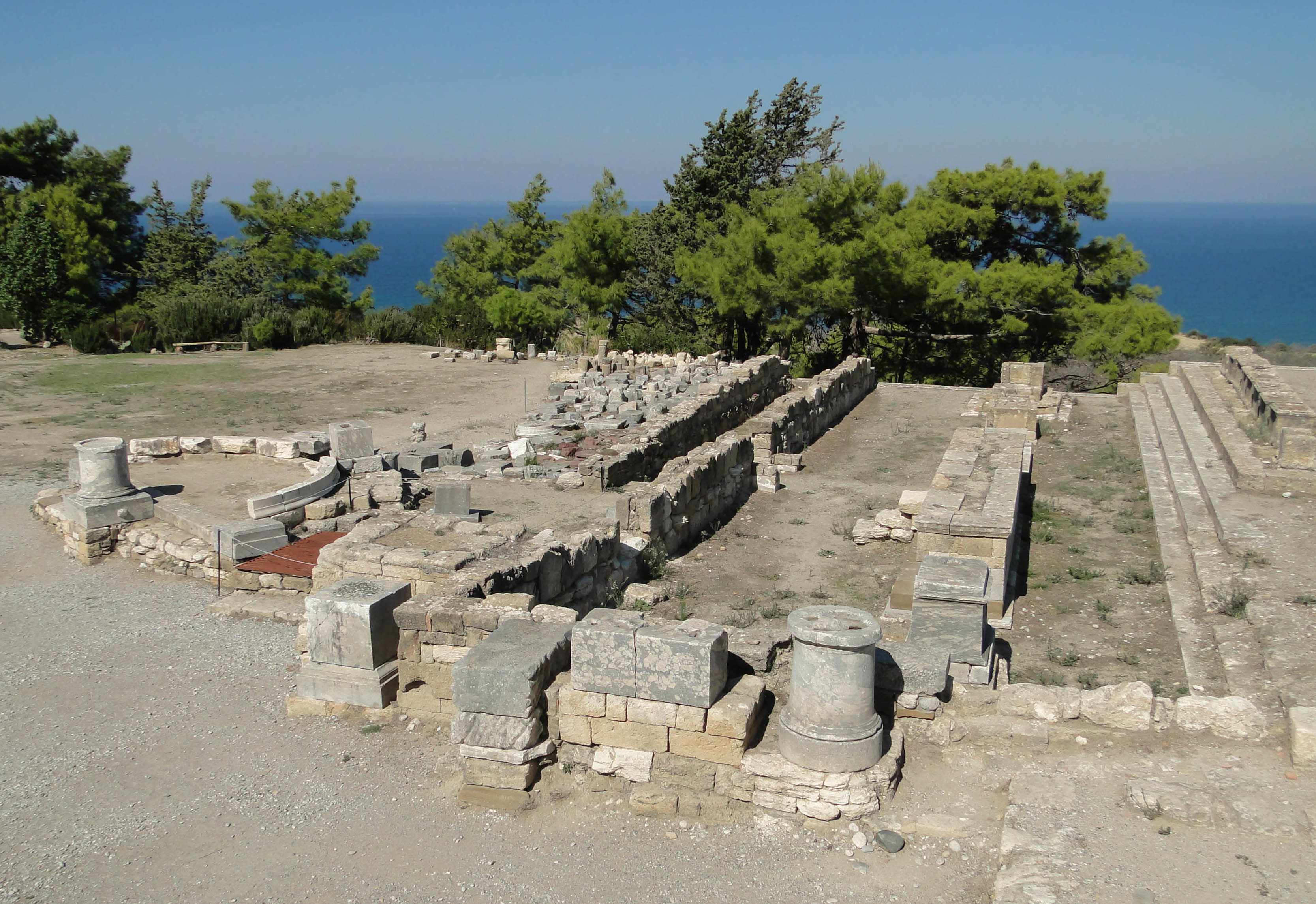
Le hérôon de Camiros appelé aussi le Hierothyteion